# Zaharia Petrescu
Zaharia Petrescu (Silistra, 1841-Bucarest, 1901) fue un médico militar y profesor rumano.

## Biografía
Nacido en abril de 1841, ingresó en el servicio sanitario del ejército como subcirujano en 1860 y ese mismo año fue ascendido a médico de batallón 2º, en 1863 fue médico de batallón 1º, en 1865 médico de regimiento, en 1875 médico de división, en 1883 médico de cuerpo de ejército y en 1893 médico inspector de brigada.  Desde 1870 fue profesor de terapéutica en la Facultad de Medicina de la Universidad de Bucarest. Fallecido en Bucarest el 16 de diciembre de 1901, fue enterrado en el cementerio de Bellu.
Descrito como el primer farmácologo rumano, fue autor de diversas publicaciones, entre las que se encontraron títulos como Elemente de farmocologie (1870), Hidroterapia contra infecţiunei tifice (1878), Elemente de terapeutică în materie medicală (1884), Bryonia albă (1888), Recherches cliniques et medicales sur l'antisepsie medicale (1889), Memoire lu au congres médical de Berlin (1890), Despre remeliul antiftisic al D-rulut Koch (1891) y Tratamentul pneumoniei cu digitale (1893). 